# Філіпп IV (цар Македонії)
Філіпп IV (*Φίλιππος Δʹ, бл. 315 до н. е.  —296 до н. е.) — цар Македонії у 297—296 роках до н. е.

## Життєпис
Походив з династії Антипатридів. Старший син Кассандра, царя Македонії, та Фессалоніки (доньки царя Філіпа II). Народився близько 315 року до н. е. Після смерті батька 297 року до н. е. став царем.
Вирішив здіснити план Кассандра щодо відновлення македонського панування в Греції. Під час підготовки походу раптово помер в Елатеї (Фокіда) у 296 році до н. е. За версією Павсанія помер від сухот. За іншою версією ймовірно помер від фізичного виснаження, яке могли викликати також і сухоти. Після цього трон перейшов до молодших братів Філіппа IV — Александра V і Антипатра II.